# PURE GOLD
「PURE GOLD」（ピュア・ゴールド）は、1990年5月23日に発売された矢沢永吉の27作目のシングル。

## 概要
ソロデビュー15周年を記念したシングルで、初回限定盤は純金の缶入りケース（通称：矢-CAN）で販売された。カップリングの「I LOVE YOU, OK」はロサンゼルスにて収録された新ヴァージョンである。
「PURE GOLD」のミュージックビデオはモンキー・パンチが制作したアニメ作品で、矢沢に似たヒーローがギター型のバイクに乗り、魔の手から女性を救うという『ルパン三世』さながらのストーリー展開となっている。
5thシングル「時間よ止まれ」以来、2作目のオリコン1位を獲得。

## 収録曲
（全作曲：矢沢永吉）
1. PURE GOLD（3:58）
  - 作詞：売野雅勇
  - TBS系ドラマ「ホットドッグ」主題歌
2. I LOVE YOU, OK -1990 Version-（3:37）
  - 作詞：相沢行夫
  - 富士写真フイルム「AXIAビデオテープ」CMソング